# NGC 7712
NGC 7712 في الفهرس العام الجديد، هي مجرة، تقع في كوكبة الفرس الأعظم. اكتشفت في 1876 بواسطة فيلهلم تمبل.

## روابط خارجية
- NGC 7712 على موقع ويكي سكاي: DSS2, SDSS, GALEX, IRAS, Hydrogen α, X-Ray, Astrophoto, Sky Map, Articles and images